# Филозофски факултет Универзитета у Источном Сарајеву
Филозофски факултет Универзитета у Источном Сарајеву је образовно-научна установа на Палама која обавља основне, специјалистичке, магистарске и докторске студије, као и друге облике студија, за иновацију знања и стручног образовања из 19 области. Један је од два државна универзитета у Републици Српској.
Декан Филозофског факултета је проф. др Владан Бартула

## Историја
Филозофски факултет Универзитета у Источном Сарајеву смјештен је на Палама, универзитетском градићу двадесет километара удаљеном од Сарајева и дванаест километара удаљеном од олимпијске планине Јахорине. Спада у младе факултете, и мада може звучати контрадикторно, са врло дугом традицијом, јер је његов рад обновљен (у тадашњем Српском Сарајеву) ратне 1993. године, а баштини насљеђе Филозофског факултета из Сарајева, основаног 1950. године.
Због грађанског рата, више од 600 професора и неколико хиљада студената морали су напустити Сарајево, које је било главни универзитетски центар у бившој СРБиХ. Нашавши се на периферији града у коме су остале све културне и образовне установе које је српски народ вијековима стварао, група тих професора одлучила је да обнови рад Филозофског факултета, да би генерације младих могле да наставе своје школовање. Створени су скромни предуслови и Факултет је поново почео да ради, упркос свим тешкоћама и ризицима које је рат доносио.
Факултет је од академске 2005/2006 пресељен у нову зграду.
Настава се одвија на 19 студијских програма на првом циклусу студија, 16 студијских програма на другом и три студијска програма на трећем циклусу студија, које похађа око 2.000 студената.
Филозофски факултет представља данас највећу и једну од најзначајнијих организационих јединица Универзитета у Источном Сарајеву, како по броју студената и наставног особља, тако и по броју и значају научних дисциплина које се на њему изучавају.
Сложеном структуром и разноврсношћу својих студијских програма, на сва три циклуса студија, Филозофски факултет студентима, кроз савремени наставни процес, нуди широк спектар знања из области филозофских, филолошких и природно-математичких наука.
Факултет сваке године организује два високо рангирана научна скупа – национални скуп са међународним учешћем „Наука и стварност“ и национални скуп „Студентска конференција“.
Филозофски факултет Пале издаје публикације „Зборник радова са научног скупа ‘'Наука и евроинтеграција'’“, „Зборник радова са Студентске конференције“ и часопис „Радови“.
На Филозофском факултету Пале постоји студентско представничко тијело „Студентска организација Филозофског факултета (СОФФ)“.

## Катедре

### Катедра за филозофију
У академској години 2000/01. Филозофски факултет Пале донио је одлуку о покретању Катедре за филозофију и социологију која је од 2008/09. године прерасла у Катедру за филозофију и Катедру за социологију. Шефови Катедре били су професор доктор Спасоје Ћузулан, професор доктор Иван Коларић, проф. др Рајко Куљић и професор доктор Мишо Кулић.
Први наставници и сарадници у сталном радном односу били су проф. др Сњежана Билбија, мр Вук Миљановић и проф. др Грујо Бјековић (допунски радни однос), а хонорарно запосени били су: проф. др Спасоје Ћузулан, проф. др Богољуб Шијаковић, доц. др Слађана Ђурић, проф. др Ристо Тубић, и проф. др Цвијетин Лукић.
Данас је на мјесту шефа Катедре за филозофију проф. др Мишо Кулић, а послове секретара обавља мр Данијела Милинковић.

### Катедра за социологију
Конституисање Катедре за социологију као самосталног студијског програма почиње формирањем двопредметног студијског програма Филозофија и социологија академске 2000/2001. године. Такав концепт студија само је наставак система рада Филозофског факултета у Сарајеву чија се традиција наставила његовати и на Филозофском факултету Пале. Осамостаљивање Катедре за социологију почиње иницијативом социолога који су сматрали да је неопходно основати посебне студије социологије на универзитетима у Источном Сарајеву и Бањој Луци. Проблеми при осамостаљивању Катедре огледали су се у недостатку кадра, али и у ставу тадашње академске заједнице да је такав студиј непотребан. Залагањем новог наставног кадра Катедра је отпочела свој самостални рад академске 2006/2007. године из потребе за професионалним образовањем и организованим експертским истраживањем структурно-развојних проблема друштва. У том периоду наставу на новооснованом студијском програму изводило је пет наставника и три асистента. Данас је на Катедри ангажовано три редовна професора, три ванредна професора, један доцент и три асистента, а то су: др Рајко Куљић, редовни професор, др Божо Милошевић, редовни професор, др Милимир Мучибабић, редовни професор; др Драгомир Вуковић, ванредни професор, др Биљана Милошевић Шошо, ванредни професор, др Бисерка Кошарац, ванредни професор; др Златиборка Попов Момчиновић, доцент; Бојан Ћорлука, виши асистент и Миле Вукајловић, виши асистент и Маја Куљић, асистент.
Данас је шеф Катедре за социологију проф. др Биљана Милошевић Шошо, а послове секретара обавља Бојан Ћорлука.

### Катедра за новинарство и политикологију
Катедра за новинарство са својим радом почиње 2006. године у оквиру Катедре за филозофију и социологију, а оснивачи су проф. др Ненад Кецмановић, проф. др Милош Ковачевић и проф. др Рајко Куљић. Као самостална Катедра за новинарство почиње са радом 2007. године. Први кораци у раду Катедре направљени су под виђством проф. др Ненада Кецмановића као шефа катедре, а први наставници из уже области студија били су проф. др Емил Влајки (Теорија и техника журнализма) и проф. др Јеленка Воћкић Авдагић (Системи информисања). У академској 2016/2017. години у оквиру Катедре за новинарство покреће се студијски програм за Политикологију и међународне односе. Због тога што је под окриљем Катедре кренуо са радом нови студијски програм Катедра за новинарство мијења свој назив у Катедра за новианрство и политикологију. Наставни кадар Катедре за новинарство и политикологију данас чине једна ванредна професорица Златиборка Попов Момчиновић, доценти Вук Вучетић, Срђан Перишић, Дејана Радовановић Шаренац, Стефан Вукојевић и Данијела Лакић, виши асистенти Мирослав Јокић и Александра Мандић, и асистенти Маја Бјековић, Стефан Ратковић, Филип Матић и Владана Шекара.
Од школске 2020/2021. године са радом су кренули нови студијски програми Новинарство и односи с јавношћу као и модернизовани програм Политикологија и међународни односи.
Од 2019. године шеф Катедре за новинарство и политикологију је доц. др Вук Вучетић, а тренутно послове секретара Катедре обављају Владана Шекара и Стефан Ратковић.

### Катедра за србистику
Одлуком Народне скупштине Републике Српске о издвајању високошколских установа из Универзитета у Сарајеву, 1993. године обновљен је рад Филозофског факултета у Источном (тада: Српском) Сарајеву  формирањем  двију  катедри: а) Катедре за српски језик и српску књижевност, и б) Катедре за педагогију и психологију. Ове катедре, а самим тим и обновљени Филозофски факултет, почеле су са радом  уписом прве генерације студената,  у школској 1994/1995. години. На Катедри за српски језик и српску књижевност обје дисциплине – и српски језик и српска књижевност –  имају статус главних предмета;  Катедра је,  дакле,  двопредметна с равноправним статусом обију дисциплина. Школске 2006/2007. године Катедра  за српски језик и српску књижевност промијенила је назив у Катедру за српски језик и књижевност.
На обновљеној Катедри за српски језик и српску књижевност наставнички кадар на почетку су сачињавали наставници који су прешли са Филозофског факултета у Сарајеву, као и професори с Филолошког факултета из Београда, Филозофског факултета у Никшићу и Филозофског факултета у Приштини. Са уписом нових генерација и виших година студија ширио се број углавном гостујућих, хонорарно ангажованих, наставника.
На Kатедри за србистику запослено је петнаест професора и асистената. Редовни професори су: проф. др Милош Ковачевић, проф. др Војо Ковачевић, проф. др Миланка Бабић, проф. др Бранка Брчкало, проф. др Саша Кнежевић, ванредни професори: проф. др Сања Куљанин, проф. др Биљана Самарџић, доценти: доц. др Жељка Пржуљ, доц. др Божица Кнежевић, доц. др Вера Ћевриз Нишић, асистенти: мр Марија Митрић, мср Биљана Мишић, мср Светлана Панић.
Шеф Катедре је проф. др Војо Ковачевић, а секретар мср Биљана Мишић.

### Катедра за историју
Катедра за историју почела је са радом академске 1997/1998. године, док је рад по болоњским принципима започела академске 2006/2007. године. У раду катедре учествовали су многи наставници и сарадници са високим стручним достигнућима. Неки од њих су: академик Милан Васић, као редовни професор изводио наставу на предмету Српска и балканска историја од XV до краја XVIII вијека; академик Љубомир Максимовић, као редовни професор изводио наставу на предметима: Историја Византије и Византијска цивилизација; академик Здравко Антонић, редовни професор, изводио наставу на предмету Историја Југославије; академик Зоран Лакић, као редовни професор изводио наставу на предмету Општа савремена историја; академик Михаило Војводић, као редовни професор изводио наставу на предметима: Општа историја новог вијека I (XV - XVIII вијек) и Општа историја новог вијека II (XIX вијек), те, по болоњском програму, предмете из уже научне области Историја новог вијека; проф. др Љубомир Милинковић, доц. др Синиша Мишић, доц. др Никола Самарџић, мр Сњежана Ферјанчић, мр Бранко Белић, асистенти Грујо Бјековић и Лазар Мацура, те проф. Митар Петровић. Наредне 1998/1999. академске године, осим наведених наставника и сарадника, у настави су, на другој години студија, ангажовани: академик проф. др Љубомир Максимовић, проф. др Видан Николић, проф. др Урош Милојевић, доц. др Радмила Николић, доц. др Ненад Лемајић, доц. др Милош Антоновић. Наредне академске 1999/2000. године, осим наведених, ангажовани су на трећој години студија: академик проф. др Милан Васић, доц. др Чедомир Лучић и мр Недељко Радосављевић, те проф. др Ђуро Тошић, на првој и другој години студија. Коначно, академске 2000/2001. године, на четвртој години студија ангажовани су проф. др Здравко Антонић, проф. др Милан Лазић, проф. др Никола Поповић и доц. др Славиша Перић на првој години студија и други.
Катедру за историју данас чине један редовни професор, два ванредна професора, два доцента, три виша и један асистент. То су: проф. др Ђуро Тошић, редовни професор; проф. др Славиша Перић, редовни професор, проф. др Александар Стамативић, ванредни професор; др Драга Мастиловић, доцент, др Нада Зечевић, доцент; мр Маријана Млађеновић, виши асистент, мр Маја Лаковић, виши асистент, мр Славиша Вулић, виши асистент; Бојан Крунић, асистент.
Данас је шеф Катедре за историју проф. др Александар Стаматовић, а послове секретара обавља Бојан Крунић.

## Библиотека
Библиотека је основана 1994. године и радила је у скромним условима на простору од 65 m² све до 2005. године када је пресељена у нову зграду. Библиотека се у новој згради простире на преко 500 m². Подељена је на тир просторије: простор за смештај књига, читаоницу и електронску читаоницу. Ради шест дана у недељи по осам сати. Студенти могу позајмити по две књиге на 15 дана.
Библиотека поседује преко 40 000 јединица књижног фонда, два легата – легат проф. др Ксеније Милошевић (1213 монографија, 189 часописа и 480 сепарата) и легат проф. др Милице Иванишевић (2064), те око 6500 серијских публикација. Читаоница има 40 места, док електронска читаоница поседује 15 читаоничких мееста и 7 рачунара.

## Декани факултета
1. Гојко Бабић(1993 - 1999.)
2. Милован Пецељ (1999 - 2005.)
3. Миленко Пикула (2005 - 2011.)
4. Миланка Бабић (2011 - 2015.)
5. Драга Мастиловић (2015 - 2023)
6. Владан Бартула (2023 - )